# Erik Fernow
Erik Fernow, född 4 mars 1735 i Filipstad, död 5 februari 1791 i Kristinehamn, var en historisk-topografisk författare, prästvigd 1766. (Han hette eg. Fernström). 
Fernow tjänstgjorde först som brukspredikant från 1776, en tjänst han dock snart lämnade och verkade sedan som präst på skilda ställen i Karlstads stift. Han gjorde stora samlingar till ett historiskt-topografiskt verk, Archivum wermelandicum, som dock aldrig blev tryckt (nu i Karlstads stifts- och läroverksbibliotek). Fernow har utgivit bl.a. Beskrifning öfwer Wermeland, 1-3 (1773-79, ny upplaga 1898-99) och De regione Wermelandorum metallica olim Wermelands berg dicta (1764).